# Élisabeth (mère de Jean le Baptiste)
Pour les articles homonymes, voir Élisabeth et Sainte Élisabeth.
Élisabeth (Grec ancien: Ἐλισάβετ) est, dans le Nouveau Testament, la mère du prophète Jean le Baptiste, le précurseur de Jésus — le Messie de la tradition chrétienne — et épouse de Zacharie. Elle est une parente (en grec : "suggénès", voir en Luc 1,36) de Marie mère de Jésus. Le terme est en général compris actuellement comme "cousine", il apparaît dans certaines traductions de l'évangile de Luc.

## Passages bibliques

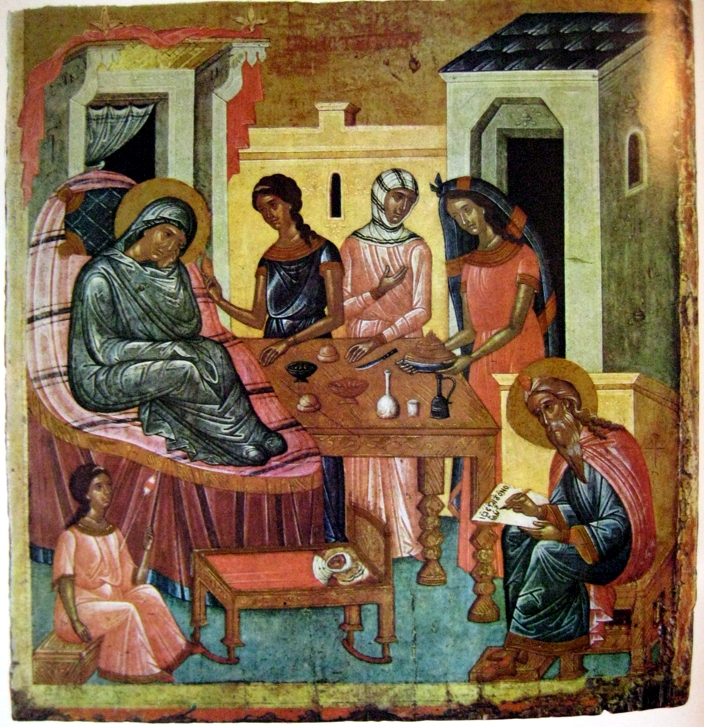
Nativité de Jean le Baptiste.

Sainte Élisabeth est citée dans la Bible dans l'Évangile selon Luc au chapitre 1 : elle est une femme âgée, "parente" (c'est-à-dire probablement cousine) de Marie, épouse du prêtre Zacharie et sans enfant (ce qui est un opprobre à l'époque). L'ange Gabriel annonce à son mari la naissance d'un fils, le futur prophète Jean le Baptiste. Élisabeth figure également dans l'épisode dit de la Visitation (Lc 1:39-56) où, en réponse à la salutation d'Élisabeth — l’Ave Maria —  Marie rend grâce à Dieu en priant ce qui est appelé aujourd'hui le Magnificat. Les deux prières sont fort répandues parmi les chrétiens, particulièrement les catholiques.
L'Évangile précise que non seulement Zacharie est prêtre, mais qu'Élisabeth aussi est une descendante d'Aaron (Lc 1:5). Or elle est parente de la Vierge Marie. Une telle précision pourrait laisser supposer (sans apporter aucune certitude) que Marie, que des traditions rapportent comme descendante du roi David (ce qui ne serait pas surprenant, puisque l'Évangile précise que Joseph son époux était de la Maison de David : Lc 1:27 ; cf. v.32 au sujet de Jésus : « le trône de David son père »), descendrait aussi du Grand-prêtre Aaron.
Zacharie étant devenu muet depuis l'annonce par l'Ange, c'est Élisabeth qui prend la parole pour dire : « Non, il s'appellera Jean », ce qui fut confirmé par écrit par son mari muet, qui recouvre aussitôt la parole (Lc 1:60-64).

## Homonymes
Il existe d'autres saintes et bienheureuses qui, en référence à la mère de Jean le Baptiste, portent le nom d'Élisabeth, répertoriées dans l'article sainte Élisabeth.

## Galerie

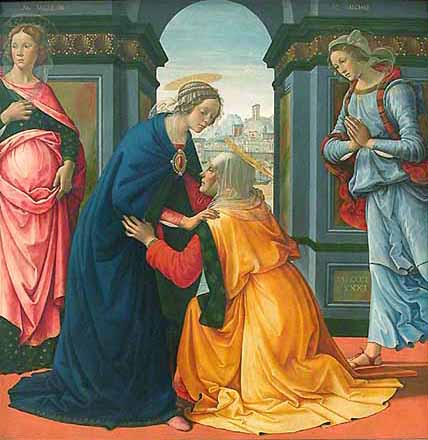
Marie et Élisabeth (à genoux) peintes par Domenico Ghirlandaio en 1491.
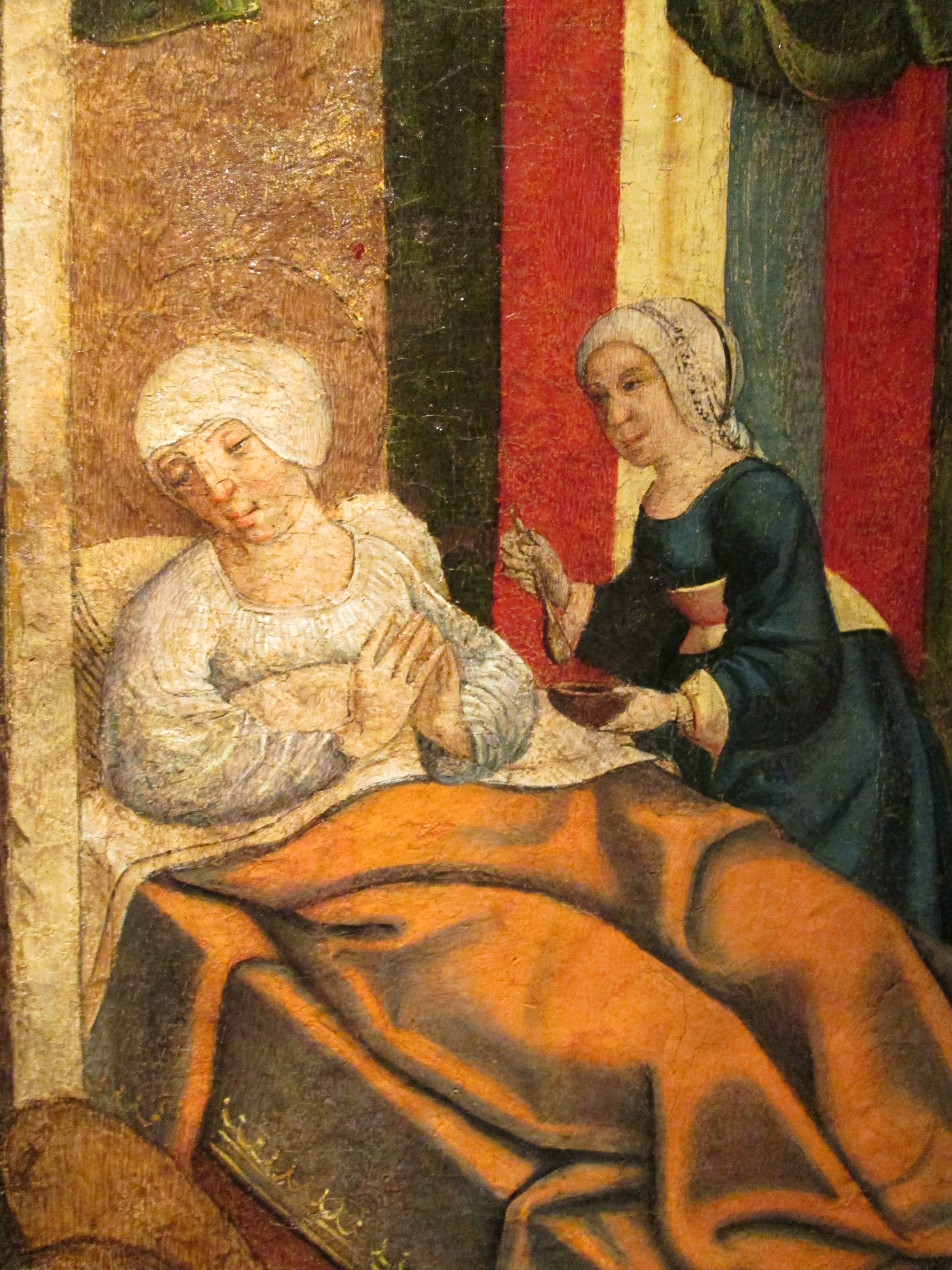
Élisabeth après la naissance de Jean-Baptiste, détail de la Naissance de saint Jean-Baptiste du maître de Villalcazar de Sirga, musée diocésain de Saragosse.